# Nosy Mangabe
Nosy Mangabe ist eine kleine Insel in der Baie d’Antongil und liegt ca. zwei Kilometer südöstlich der Stadt Maroantsetra an der Nordostküste von Madagaskar. Sie ist die nördlichste und weitaus größte einer über elf Kilometer langen Inselkette, die von Nosy Milomboka im Süden über Nosy Haramy und Nosy Ravina bis Nosy Mangabe im Norden reicht und die insgesamt fünf Inseln zählt. Man kann die 520 Hektar große Insel, die vollkommen von der bereits 1965 eingerichteten Reserve speciale de Nosy Mangabe eingenommen wird, von Maroantsetra mit Booten aufsuchen. Die Insel war in der frühen Neuzeit ein Handelsstützpunkt und ein Versteck für Piraten. Davon zeugen Steinritzungen in holländischer Sprache aus dem 16. Jahrhundert.

## Geographie und Natur
Nosy Mangabe ist Teil des Nationalparks Masoala und von tropischem Regenwald bedeckt. Auf der Insel lebt unter anderem die dort eingeführte Lemurenart Fingertier (Aye-Aye), die nachtaktiv ist. Deshalb empfiehlt sich zur Beobachtung der Tiere eine Übernachtung in dem einfachen Camp auf der Insel, welches den Biologen, Forschern und Ökotouristen zur Verfügung steht.
Weitere Tierarten der Insel sind unter anderen der Skink Amphiglossus astrolabi, der Madagaskar-Buntfrosch Mantella laevigata und der ebenfalls eingeführte Weißkopfmaki.
Der britische Science-fiction-Autor Douglas Adams schrieb zusammen mit dem britischen Zoologen Mark Carwardine das Buch Last Chance to See, das auch in Deutschland mit dem Titel Die Letzten ihrer Art veröffentlicht wurde und auch als Vorlage für eine Fernsehfilm-Serie diente. Die Tierwelt von Nosy Mangabe ist Teil der Dokumentationen.

## Archäologie
Auf der Insel gibt es Besiedlungsreste, die auf das 8. Jahrhundert datiert werden und zu den ältesten archäologischen Funden Madagaskars zählen. Neben Resten von Tonwaren und Eisenschlacken wurden auch Scherben von Gegenständen aus Chloritschiefer und weiße, glasierte Keramiken gefunden, die wahrscheinlich aus Fernost stammen. In den obersten Ablagerungen treten Funde aus der frühen Neuzeit auf, darunter chinesische Keramik und Hinterlassenschaften von holländischen Seefahrern.